# Wonderful World (Eva Cassidy)
Wonderful World è un album di raccolta della cantante statunitense Eva Cassidy, pubblicato postumo nel 2004.

## Tracce
1. What a Wonderful World
2. Kathy's Song
3. Say Goodbye
4. Anniversary Song
5. How Can I Keep from Singing?
6. You Take My Breath Away
7. Drowing in the Sea of Love
8. Penny to My Name
9. You've Changed
10. It Doesn't Matter Anymore
11. Waly Waly